# Dickey (Dakota Północna)
Dickey – miasto w Stanach Zjednoczonych, w stanie Dakota Północna, w hrabstwie LaMoure.